# Zhendong (sockenhuvudort i Kina, Heilongjiang Sheng, lat 46,29, long 127,50)
Zhendong (kinesiska: 镇东, 镇东乡) är en sockenhuvudort i Kina. Den ligger i provinsen Heilongjiang, i den nordöstra delen av landet, omkring 90 kilometer nordost om provinshuvudstaden Harbin. Antalet invånare är 13 660. Befolkningen består av 6 717 kvinnor och 6 943 män. Barn under 15 år utgör 15,0 %, vuxna 15-64 år 78 %, och äldre över 65 år 5,0 %.
Runt Zhendong är det ganska tätbefolkat, med 160 invånare per kvadratkilometer. Närmaste större samhälle är Waxing, 7,7 km norr om Zhendong. Trakten runt Zhendong består till största delen av jordbruksmark.
Genomsnittlig årsnederbörd är 884 millimeter. Den regnigaste månaden är juli, med i genomsnitt 187 mm nederbörd, och den torraste är januari, med 9 mm nederbörd.